# Pointe de Chombas
La pointe de Chombas est un sommet de France situé dans les Alpes, en Haute-Savoie. Avec 2 468 mètres d'altitude, il domine la vallée de l'Arve, notamment Sallanches, à l'est et le refuge de la Pointe Percée – Gramusset et le col des Annes au nord-ouest. Il se trouve dans la chaîne des Aravis, au sud-ouest de la pointe des Verts et au nord-est du mont Charvet par-delà la combe de Chombas.

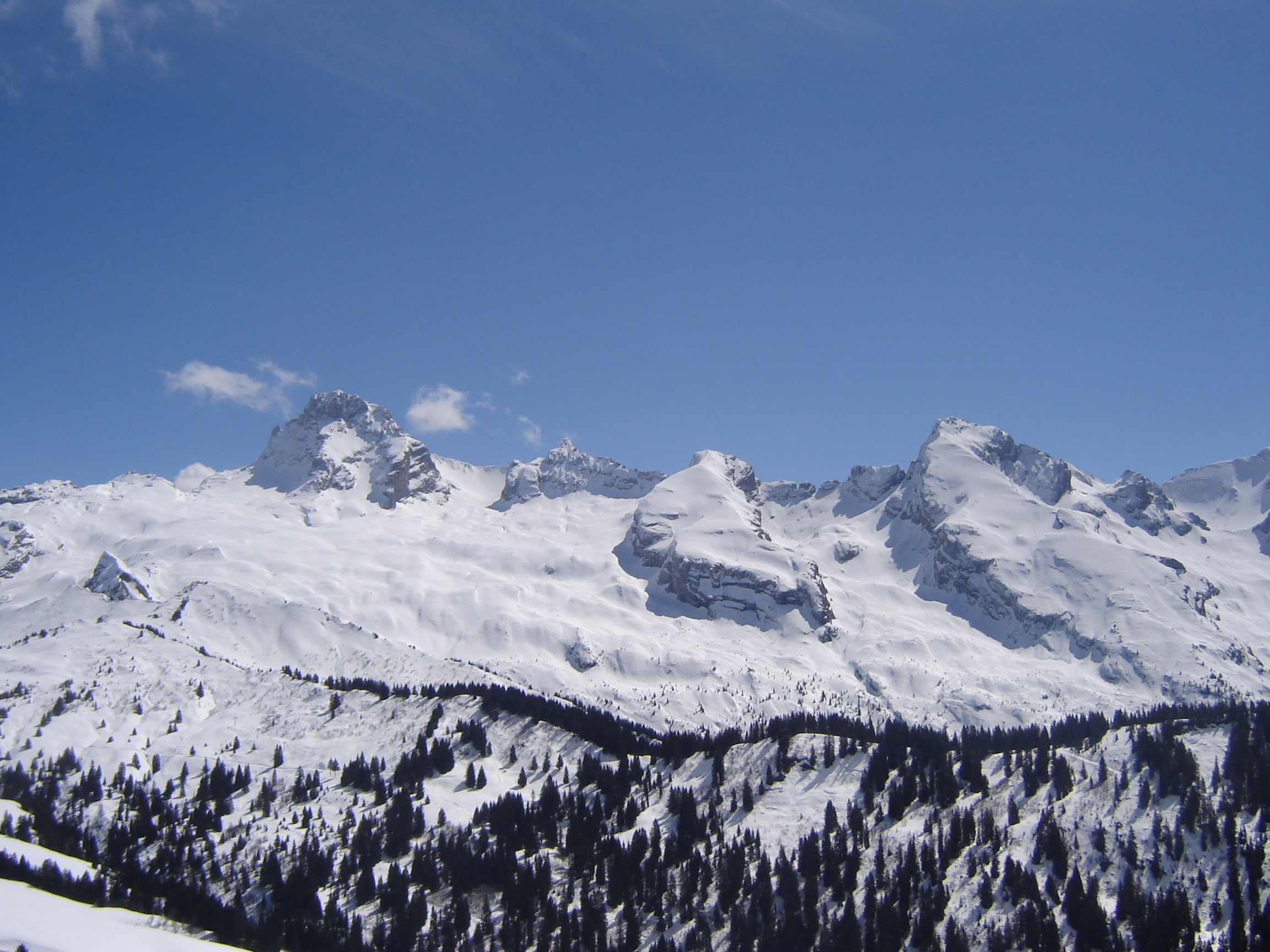
La pointe de Chombas (au centre) entourée par la pointe des Verts et la pointe Percée (à gauche) et le mont Charvet (à droite) vus depuis la Clef des Annes au nord-ouest.